# Allées Maurice-Sarraut
Les allées Maurice-Sarraut (en occitan : alèas Maurici Sarraut) sont une voie publique de Toulouse, chef-lieu de la région Occitanie, dans le Midi de la France. Elles relient les quartiers de la Patte-d'Oie et des Arènes, dans le secteur 2 - Rive gauche.

## Situation et accès

### Voies rencontrées
Les allées Maurice-Sarraut rencontrent les voies suivantes, dans l'ordre des numéros croissants :
1. Place de la Patte-d'Oie
2. Rue du 11-Novembre-1918
3. Place Émile-Mâle

### Transports
Les allées Maurice-Sarraut ne sont pas directement desservies par les transports en commun. Elles débouchent cependant, à l'est, sur la place de la Patte-d'Oie, où se trouvent la station du même nom, sur la ligne de métro , ainsi que les arrêts des lignes de bus 144566. À l'ouest, les allées se trouvent à proximité de la place Agapito-Nadal, où sont la station Arènes, sur la même ligne de métro , ainsi que les arrêts des lignes de Linéo L2L3 et de bus 143467. Plus loin, la gare de Saint-Cyprien-Arènes est fréquentée par les trains de la ligne de Toulouse à Auch.

## Odonymie

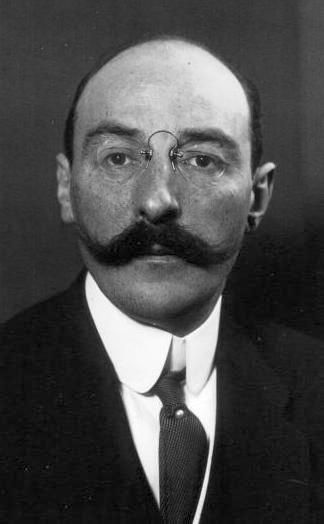
Portrait de Maurice Sarraut en 1914 (Agence de presse Meurisse, BnF).

Les allées portent le nom de Maurice Sarraut (1869-1943), journaliste, puis propriétaire de La Dépêche de Toulouse, figure du parti radical et radical-socialiste et sénateur de l'Aude de 1913 à 1932, il soutient également son frère, Albert Sarraut, et exerce une grande influence sur la vie politique toulousaine dans l'Entre-deux-guerres. En 1940, il approuve la mise en place du régime de Vichy et conserve l'amitié de René Bousquet. En 1943 cependant, il est assassiné par des membres de la Milice devant sa villa des Tilleuls, route de Saint-Simon (actuel no 237).